# 冴木忍
冴木 忍（さえき しのぶ）は、日本の小説家、ライトノベル作家、ファンタジー作家。主にヤングアダルト向けのファンタジー小説、ライトノベルなどを執筆している。誕生日は8月24日。兵庫県神戸市生まれ。乙女座のO型。1989年、「風の輪舞（ロンド）」が第1回ファンタジア長編小説大賞で佳作入選する（不破純名義）。1990年、『ドラゴンマガジン』掲載に掲載された「銀の魔女」で小説家デビューを果たす。
その作品は古典ファンタジーの系譜、さらにはそれ以前の神話や民話から受け継がれてきた価値観を背景として、過酷な運命に翻弄されながらも必死に生き抜く人々を描き、黎明期のライトノベルで高い支持を受けた。

## 作品リスト

### 富士見ファンタジア文庫
- メルヴィ&カシム （イラスト：幡池裕行→竹井正樹）
- 道士リジィオ （イラスト：鶴田謙二）
- 〈卵王子〉カイルロッドの苦難 （イラスト：田中久仁彦）
- 天高く、雲は流れ （イラスト：森山大輔）
- 天海飛行船ルゲイラング （イラスト：有田満弘）
- 妖怪寺縁起 星空のエピタフ（イラスト：田沼雄一郎）
- 聖竜伝 （イラスト：森田柚花）
- 真・聖竜伝（イラスト：森田柚花）
- ff フェアリー・ファイル（イラスト：天乃咲哉）

### 富士見ミステリー文庫
- 夢幻万華鏡（イラスト：緒方剛志）

### 角川スニーカー文庫
- 風の歌 星の道（イラスト：弘司）
- 新・風の歌 星の道（イラスト：弘司）
- 妖怪寺縁起 （イラスト：田口順子）
- 星の大地 （イラスト：飯田晴子）
- 空みて歩こう （イラスト：伊藤真美）
- 夢天幻想譚（イラスト：相沢美良）
- 流れゆく河のように（イラスト：ひたきかなこ）
- 遊々パラダイス（イラスト：戸部淑）
- リュシアンの血脈（イラスト：甘塩コメコ）
- ドラモンド家の花嫁（イラスト：若月さな）

### μNOVEL
- 砂の眠り 水の夢（イラスト：弘司）

### その他
- 富士見書房（単行本）
  - 夢と知りせば 伝奇新世紀（イラスト：いのまたむつみ）
- 角川書店（単行本）
  - ドリード村役所日記 大きな樫の樹の下で（魔法の王国 所収；イラスト：木村明広）
- カドカワノベルズ
  - ドリード村役所日記 日々是快晴！ （ザ・ファンタジーIII 所収；イラスト：木村明広）